# Hypomasticus pachycheilus
Hypomasticus pachycheilus är en fiskart som först beskrevs av Britski, 1976.  Hypomasticus pachycheilus ingår i släktet Hypomasticus och familjen Anostomidae. Inga underarter finns listade i Catalogue of Life.